# 프로 골퍼 협회

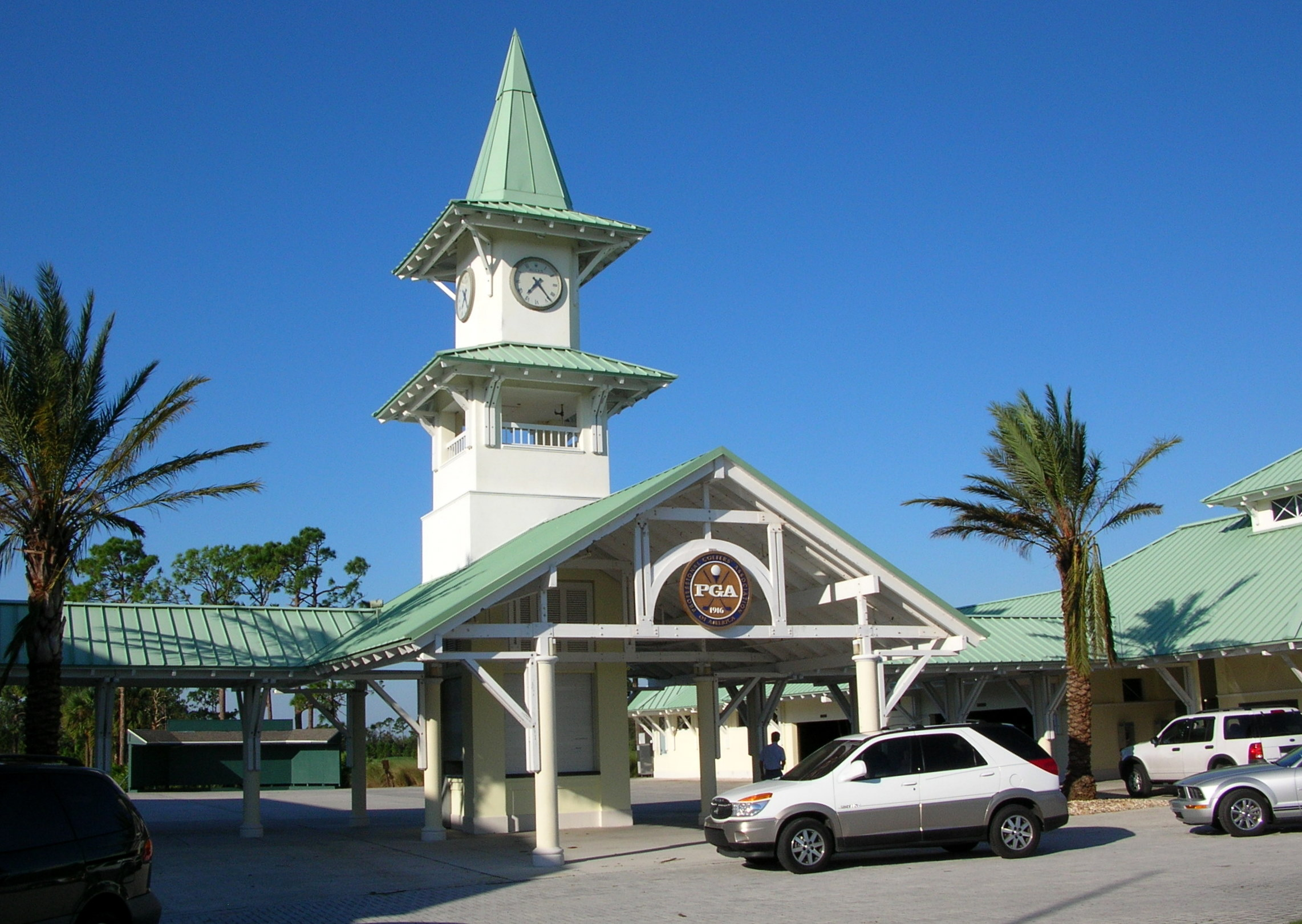

프로 골퍼 협회(Professional Golfers' Association)는 남자 골프의 프로 협회를 가리키는 용어이다. 흔히 PGA라는 약칭으로 사용된다. 전 세계적으로 많은 프로 골퍼 협회가 존재하며, 여기에는 다음의 대표적인 협회들이 포함된다.
- 프로 골퍼 협회 (영국 및 아일랜드)
- 미국 프로 골퍼 협회

여자 골프의 경우 여자 프로 골퍼 협회(Ladies Professional Golf Association)라 하며, 흔히 LPGA로 줄여서 쓴다. 미국의 여자 프로 골퍼 협회의 명칭도 LPGA로 쓰인다. 그외 지역의 여자 프로 골퍼 협회는 해당 지역의 명칭을 붙여서 쓴다. 예를 들어, 일본의 여자 프로 골퍼 협회는 일본 LPGA(LPGA of Japan)으로 쓴다.
세계적으로 가장 널리 알려진 다음 두 가지 프로 골프 투어 또한 그 명칭에 PGA라는 단어가 포함되어 있고 이 투어들은 프로 골퍼 협회에 의해 창설되었지만, 현재는 독립적으로 운영되고 있다.
- PGA 투어: PGA 투어, 챔피언스 투어, 네이션와이드 투어를 주관
- PGA 유럽 투어: 유럽 투어(European Tour), 챌린지 투어, 유럽 시니어 투어를 주관

원래 프로 골퍼 협회들은 해당 협회의 지역에서 활동하는 모든 형태의 프로 골프를 주관하는 중심 단체였다. 그러나 미국, 영국 및 북부 아일랜드, 그리고 아일랜드 공화국을 비롯한 일부 지역의 프로 골퍼 협회는 투어 활동을 하는 프로 골퍼가 아닌 클럽에서 활동하거나 코치로 일하는 프로 골퍼들을 위한 활동에 더 역점을 두고 있기도 하다.